# تفشي فيروس إتش 5 إن 1 في (2020-2024)
منذ عام 2020 حدثت فاشيات عالمية لمرض إنفلونزا الطيور من النوع الفرعي إتش 5 إن 1 مع الإبلاغ عن حالات من كل قارة اعتبارا من مايو 2024. في أواخر عام 2023 تم اكتشاف فيروس إتش 5 إن 1 في المنطقة القطبية الجنوبية لأول مرة. مما يثير مخاوف من انتشار وشيك في جميع أنحاء المنطقة مما قد يؤدي إلى "فشل تكاثر كارثي" بين الحيوانات التي لم تتعرض من قبل لفيروسات أنفلونزا الطيور. تم تصنيف الفيروس الرئيسي المتورط في تفشي المرض على مستوى العالم على أنه إتش 5 إن 1 كلاد 2.3.4.4b إلا أن التنويع الجيني مع الفئات الأخرى مثل 2.3.2.1c قد شهد تطور الفيروس إلى القدرة على التسبب في تفشي المرض بشكل كبير في نطاق أوسع من الأنواع بما في ذلك الثدييات.

## التسلسل الزمني

### الأصل
أصبحت فيروسات إتش 5 إن 6 وإتش 5 إن 8 التي تحتوي على جين H5-2.3.4.4b هيماجلوتينين بارزة عالميا بين الدواجن في الفترة 2018-2020. في عام 2020 أدت إعادة التصنيف ("المبادلة الجينية") بين فيروسات الدواجن H5-2.3.4.4b وفيروسات الطيور البرية N1 إلى ظهور فيروس إتش 5 إن 1 مع جين H5-2.3.4.4b. ثم انتشر الفيروس في جميع أنحاء أوروبا وتم اكتشافه هناك في الخريف قبل أن ينتشر إلى أفريقيا وآسيا. ويستمر في تبادل الجينات مع فيروسات الأنفلونزا المحلية أثناء سفره حول العالم.

### 2021
في مايو 2021 تم اكتشاف فيروس إتش 5 إن 1 في الثعالب الحمراء البرية في هولندا. تم اكتشافه لاحقا في ديسمبر في إستونيا في الثعالب البرية.

### 2022
في يناير 2022 تم الإبلاغ عن إصابة رجل يبلغ من العمر ثمانين عاما يقوم بتربية البط في إنجلترا. وفي شهر يناير أيضا تم الإبلاغ عن إصابات من الولايات المتحدة في الطيور البرية. في فبراير تم الإبلاغ عن حالات عدوى في مراكز الدواجن التجارية في الولايات المتحدة وأبلغت بيرو عن حالات عدوى في أسود البحر. استمر الفيروس في الانتشار بشكل أكبر مما أدى إلى إصابة أنواع إضافية من الثدييات. وفي أكتوبر تضررت مزرعة للمنك في شمال غرب إسبانيا. في ديسمبر تم العثور على نوع فرعي من إنفلونزا الطيور إتش 5 إن 1 من الفرع 2.3.4.4b في دب أسود آسيوي أسير وفي طيور برية وأسيرة في حديقة للحياة البرية في فرنسا.
تم الإبلاغ عن حالة إصابة بشرية بفيروس إتش 5 إن 1 في الولايات المتحدة في أبريل "على الرغم من أن هذا الاكتشاف ربما كان نتيجة لتلوث الممرات الأنفية بالفيروس وليس العدوى الفعلية". في شهر سبتمبر أبلغت إسبانيا عن حالة إصابة بشرية وأعقب ذلك حالة ثانية في نوفمبر لشخص كان يعمل في نفس مزرعة الدواجن التي عمل فيها الأول. كلاهما كانا بدون أعراض. في شهر نوفمبر أبلغت الصين عن حالة إصابة بشرية نتيجة الاتصال بالدواجن. وتوفيت الحالة متأثرة بإصابتهم.

### 2023

#### جزر القطب الجنوبي
تم اكتشاف فيروس إتش 5 إن 1 لأول مرة في جزر المنطقة القطبية الجنوبية في أكتوبر 2023 عبر طائر كركر بني في جزيرة بيرد بالقرب من جورجيا الجنوبية. وفي غضون عدة أشهر تم العثور على مئات من فقمة الفيل ميتة بالإضافة إلى فقمة الفراء ونوارس عشب البحر والمزيد من طيور الكركر البنية.

#### القطب الشمالي
في ديسمبر 2023 أكد مسؤولو الحفاظ على البيئة أن دبا قطبيا مات بسبب فيروس إتش 5 إن 1 بالقرب من مدينة أوتكياجفيك الواقعة في أقصى شمال ألاسكا.

#### البرازيل
في 22 مايو أعلنت البرازيل "حالة طوارئ صحية للحيوانات" لمدة 180 يوما ردا على اكتشاف ثماني حالات إصابة بفيروس إتش 5 إن 1 في الطيور البرية. على الرغم من أن المناطق الرئيسية لإنتاج الدواجن في البرازيل تقع في جنوب البلاد وتم اكتشاف العدوى في ولاية إسبيريتو سانتو وولاية ريو دي جانيرو فقد أنشأت البرازيل باعتبارها أكبر مصدر للحوم الدجاج في العالم مركزا لعمليات الطوارئ للتخطيط والتخفيف من الانتشار المحتمل لفيروس إتش 5 إن 1.

#### كندا
في الأول من أبريل عام 2023 ثبتت إصابة كلب منزلي في أوشاوا بكندا بفيروس إتش 5 إن 1.

#### كمبوديا
في فبراير 2023 أبلغت كمبوديا عن وفاة فتاة بسبب عدوى فيروس إتش 5 إن 1 بعد ظهور الأعراض عليها في 16 فبراير. كما ثبتت إصابة والد الفتاة بالفيروس. ووصفت منظمة الصحة العالمية الوضع بأنه "مثير للقلق" وحثت على "زيادة اليقظة". حدد التسلسل الإضافي أن حالة واحدة على الأقل من الحالتين كانت من سلالة إتش 5 إن 1 الأقدم 2.3.2.1c والتي انتشرت باعتبارها سلالة إتش 5 إن 1 شائعة في كمبوديا لسنوات عديدة وليس من السلالة الأكثر شيوعا. الفرع الحيوي الأخير 2.3.4.4ب والذي تسبب في نفوق أعداد كبيرة من الدواجن منذ عام 2020. وقد قفز هذا الفرع الأقدم إلى البشر في الماضي ولكنه لم يؤدي في السابق إلى أي انتقال معروف من إنسان إلى آخر.
في 1 مارس 2023 عندما رفعت تايوان تنبيه السفر إلى كمبوديا قررت منظمة الصحة العالمية والمركز الأمريكي لمكافحة الأمراض والوقاية منها بالتنسيق مع السلطات الكمبودية أن كلا الشخصين أصيبا بالعدوى من خلال الاتصال المباشر مع دواجن.

#### أمريكا الجنوبية
في أواخر فبراير 2023 أكدت الأرجنتين ظهور حالة إصابة بفيروس إتش 5 إن 1 في الدواجن الصناعية في مقاطعة ريو نيغرو. ونتيجة لذلك تم تعليق صادرات منتجات الطيور.
في مارس 2023، تم اكتشاف فيروس إتش 5 إن 1 في مجموعات البجع الأسود العنق في محمية كارلوس أنواندر الطبيعية في تشيلي وأوروغواي. في الأوروغواي تم العثور على عشرة بجعات في منطقة إستاسيون تابيا وقد عُزيت إلى الأنفلونزا. في السابق ماتت عشر دجاجات في أوروغواي بسبب الأنفلونزا في إل موناركا بمونتيفيديو.
في أواخر مارس 2023 اكتشفت تشيلي فيروس إتش 5 إن 1 لدى رجل يبلغ من العمر 53 عاما كان يعاني من أعراض حادة. نجا المريض لكنه اضطر إلى البقاء على جهاز التنفس الصناعي. تم تحديد الفيروس ليكون في سلالة 2.3.4.4b.
في سبتمبر 2023 أبلغت أوروغواي عن العثور على ما يزيد عن 400 فقمة وأسد بحر نافقة بسبب فيروس إتش 5 إن 1 على ساحل البلاد الأطلسي وعلى طول نهر بليت .
وفقا لورقة بحثية صدرت عام 2024 أدى تفشي فيروس إتش 5 إن 1 على نطاق واسع إلى مقتل 70% من صغار فقمة الأفيال المولودة في موسم التكاثر عام 2023. في المناطق التي شملتها الدراسة في شبه جزيرة فالديس بالأرجنتين تجاوزت معدلات نفوق الفقمة 96%. تشير مقالة نُشرت في فبراير 2024 إلى أن تفشي المرض في أمريكا الجنوبية أدى منذ عام 2022 إلى مقتل ما لا يقل عن 600000 من الطيور البرية و50000 من الثدييات.

### 2024

#### جنوب شرق آسيا
حدثت مجموعة من خمس إصابات بشرية بفيروس إتش 5 إن 1 في كمبوديا في أواخر يناير وأوائل فبراير. كان لجميع المرضى اتصال حديث مع دواجن مريضة. توفي مريض واحد. يشير تسلسل اثنين من المرضى إلى أنهما أصيبا بالفرع 2.3.2.1c وهو ليس نفس الفيروس 2.3.4.4b الذي يسبب تفشي المرض عالميا في الولايات المتحدة وخارجها. توفي شخص في فيتنام بسبب الإصابة بفيروس إتش 5 إن 1 في نفس الوقت تقريبا. لا يزال من غير المعروف نوع فيروس إتش 5 الذي أصيب به المريض في فيتنام. ومع ذلك أفاد بيان صادر عن منظمة الأغذية والزراعة في أبريل 2024 أن إعادة التوزيع الأخيرة (~ 2023) في منطقة ميكونغ الكبرى دون الإقليمية قد أنتجت فيروسات تحمل جينات داخلية من الفيروس 2.3.4.4b الجديد ولكن الجين إتش 5 من السلالة القديمة 2.3.2.1c. وتشير منظمة الأغذية والزراعة أيضا إلى أن النوع الجديد من الفيروس متورط في الحالات البشرية لكنها لا تحدد أيا منها.
في 5 أبريل أبلغت الفلبين عن تفشي فيروس إتش 5 إن 1 في مزرعة دواجن في ليتي مما أدى إلى نفوق 4475 طائرا. وفي وقت سابق من هذا العام حظرت وزارة الزراعة الفلبينية مؤقتا صادرات الدواجن من عدة دول بما في ذلك اليابان وبلجيكا وفرنسا.

#### الهند
في 18 أبريل تم اكتشاف تفشي فيروس إتش 5 إن 1 في البط في جزأين في منطقة ألابوزا بولاية كيرالا . تم تأكيد المرض في مختبر للبط الذي يتم تربيته في المنطقة. وقد قرر مدير المنطقة البدء في عملية إعدام الطيور الداجنة ضمن دائرة نصف قطرها كيلومتر واحد من مركز تفشي المرض. اعتبارا من 9 مايو قام مسؤولو المنطقة بإعدام 60,232 طائرا في ألابوزا. تم تعويض المزارعين بمبلغ 100 روبية هندية لكل فراخ البط والكتاكيت و200 روبية هندية لكل طائر أكبر سنا و5 روبية هندية لكل بيضة تم إتلافها.

#### الصين
في 18 مايو أكدت السلطات الصينية حدوث 275 حالة إصابة بأنفلونزا الطيور بين طيور نورس بالاس الميتة وغيرها من الطيور البرية في مقاطعتين بمقاطعة تشينغهاي .

#### الولايات المتحدة
تواصل مراكز السيطرة على الأمراض والوقاية منها في الولايات المتحدة الإبلاغ عن حدوث "واسع النطاق" في الطيور البرية و"تفشي متقطع" في قطعان الدواجن و"عدوى متفرقة" اعتبارا من مارس 2024. اعتبارا من 8 مارس 2024 أعلنت وزارة الزراعة الأمريكية سجلت خدمة فحص صحة الحيوان والنبات حوالي 20 نوعا من الثدييات تأكدت إصابتها بفيروس إتش 5 إن 1. وفي مارس 2024 أيضا تم التأكد من إصابة فيروس إتش 5 إن 1 بالماعز والأبقار في الولايات المتحدة الأمريكية.
في 2 أبريل أصيب أحد عمال الألبان في تكساس بالعدوى وظهرت مؤشرات قوية على انتشار العدوى من بقرة إلى أخرى حيث أصيبت قطعان الأبقار في خمس ولايات مختلفة بالمرض. وبعد بضعة أيام في 4 أبريل تم التأكد من انتشار فيروس إتش 5 إن 1 إلى عدة قطعان إضافية لإنتاج الألبان في ست ولايات أمريكية بما في ذلك تكساس إلى جانب أيداهو وكانساس ونيو مكسيكو وأوهايو وميشيغان. واعتبر العلماء أن هذه العدوى إما تنتقل من بقرة إلى أخرى أو تنتقل من الطيور البرية . في 11 أبريل تم العثور على فيروس إتش 5 إن 1 في قطعان الأبقار الحلوب في كارولينا الشمالية وداكوتا الجنوبية.
في 10 أبريل وجد الباحثون عدة حالات لفيروس إتش 5 إن 1 في الحيوانات في مدينة نيويورك بما في ذلك ثلاثة إوز كندي وصقر أحمر الذيل وصقر شاهين ودجاجة. اكتشف العلماء أيضا حالات فيروس إتش 5 إن 1 من الفرع 2.3.4.4b في الدلافين قارورية الأنف الشائعة من فلوريدا .
في 26 أبريل ذكرت إدارة الغذاء والدواء الأمريكية أن الفيروس انتشر إلى قطعان الأبقار في تسع ولايات بما في ذلك كولورادو حيث أثبتت واحدة من كل خمس عينات من الحليب التجاري الأمريكي وجود آثار لأنفلونزا الطيور. وجد أن فيروس إتش 5 إن 1 موجود بمستويات عالية في الغدد الثديية للأبقار المصابة والقطط التي تناولت الحليب غير المبستر من الأبقار التي ظهرت عليها الأعراض أظهرت معدل وفيات مرتفع بسبب عدوى الأنفلونزا الجهازية الشديدة. مات أكثر من نصف القطط في إحدى المزارع بعد شرب الحليب الخام من الأبقار المصابة.
في 10 مايو أعلنت إدارة بايدن أنها ستقدم ما يقرب من 200 مليون دولار للمساعدة في احتواء تفشي المرض الحالي. وتعهدت وزارة الزراعة الأمريكية بتقديم 98 مليون دولار بتقسيم قدره 28 ألف دولار لكل مزرعة ألبان في حين ستقدم وزارة الصحة والخدمات الإنسانية 101 مليون دولار مقسمة بين إدارة الغذاء والدواء والمراكز الأمريكية لمكافحة الأمراض والوقاية منها.
في 16 مايو أكدت مختبرات الخدمات البيطرية الوطنية التابعة لوزارة الزراعة الأمريكية وجود نتائج إيجابية للفيروس في حيوانات الألبكة في مزرعة بولاية أيداهو والتي كان لا بد من إعدامها.
في 22 مايو أصيب أحد عمال المزرعة في ميشيغان بفيروس أنفلونزا الطيور بسبب تعرضه المنتظم لأبقار الألبان المصابة. ظهرت على الشخص أعراض خفيفة وتعافى. وقد تبين أن فيروس إتش 5 إن 1 يمكن أن يستمر في معدات الحلب مما يوفر طريق انتقال محتمل للانتشار من البقرة إلى البقرة ومن البقرة إلى الإنسان. في 30 مايو تم الإعلان عن تشخيص إصابة عامل مزرعة آخر في ميشيغان من مزرعة ألبان مختلفة بأنفلونزا الطيور بعد ظهور أعراض تنفسية عليه.
في أوائل يونيو أصيب قطيع مكون من 4.2 مليون دجاجة تضع البيض وقطيع مكون من 103000 ديك رومي في ولاية أيوا . تم أيضا الإبلاغ عن أن فيروس إتش 5 إن 1 قد انتشر إلى أبقار الألبان في أحد عشر قطيعا في ولاية أيوا وكذلك مينيسوتا ووايومنغ مما زاد عدد الولايات التي بها قطعان ألبان مصابة إلى اثنتي عشرة. اعتبارا من 6 يونيو ماتت أبقار الألبان المصابة في خمس ولايات وهي داكوتا الجنوبية وميشيغان وتكساس وأوهايو وكولورادو بسبب أنفلونزا الطيور إتش 5 إن 1 مع معدل وفيات يقدر بما يصل إلى 10%.
ابتداء من أواخر يونيو أطلقت وزارة الزراعة الأمريكية برامج تجريبية تطوعية لاختبار خزانات الحليب السائبة في مزارع الألبان في أربع ولايات: كانساس ونبراسكا ونيو مكسيكو وتكساس. سُمح للمزارعين الذين تطوعوا للبرنامج بنقل قطعانهم عبر حدود الولاية دون إجراء اختبارات إضافية إذا تبين أن خزانات الحليب الخاصة بهم سلبية لفيروس إتش 5 إن 1 لمدة ثلاثة أسابيع متتالية.

#### القارة القطبية الجنوبية
تم اكتشاف فيروس إتش 5 إن 1 في الطيور النافقة في البر الرئيسي لأنتاركتيكا لأول مرة في فبراير 2024. وفي فبراير اكتشف العلماء فيروس إتش 5 إن 1 في 12 جثة من طيور سكوا البحرية في القطب الجنوبي في جزيرة بيك . كما تم العثور على حالات إضافية في خليج هوب وفي جزيرتي ديفيل وبوليت . وفي شهر مارس اكتشف العلماء الفيروس في تسعة من طيور البطريق أديلي وطائر غاق واحد في القطب الجنوبي .

#### أستراليا
في مايو 2024 تم اكتشاف فيروس إتش 5 إن 1 لأول مرة في أستراليا بعد أن ثبتت إصابة طفل عاد إلى البلاد من الهند بالمرض. أصيب الطفل بفرع جنوب آسيا 2.3.2.1a من فيروس إتش 5 إن 1 وكان يعاني من أعراض حادة ولكنه تعافى.

## التحكم
يمكن الوقاية من فيروس H5-2.3.4.4b عن طريق التطعيم في الدجاج. تعتبر سلالة H5-Re14 (2.3.4.4b) المستخدمة في اللقاحات المحدثة منذ عام 2022 تطابقا جيدا إلى حد معقول مع الفيروس الجديد.
في عام 2024 أعلنت بن ميدسين أنها أنشأت لقاحا بشريا لأنفلونزا الطيور على نفس منصة لقاح كوفيد-19 الخاص بها. اعتبارا من شهر مايو نجح لقاح الرنا التجريبي الذي يستخدم الجسيمات الدهنية النانوية في حماية حيوانات المختبر من المرض الشديد والموت لمدة عام واحد على الأقل قبل الإعلان. تم اختبار اللقاح على الفئران والقوارض وتبين أن جميع الحيوانات المحصنة نجت من عدوى فيروس إتش 5 إن 1. تشير النتائج إلى أن لقاح الرنا يمكن أن يكون وسيلة فعالة للحماية ضد فيروس إتش 5 إن 1 2.3.4.4b ولكن سيكون هناك المزيد من التطوير الذي سيبدأ على الفور.

## الأجسام المضادة
في مايو 2024 نُشرت دراسة في مجلة الأمراض المعدية الناشئة تفيد بأن سلالات الفئة الفرعية 2.3.4.4b إتش 5 إن 1 التي انتشرت في أمريكا الشمالية خلال الفترة 2022-2023 كانت سيئة التكيف مع الكلاب. يقترح المؤلفون أن التواصل الفعال بشأن المخاطر مع أصحاب كلاب الصيد يمكن أن يكون استراتيجية غير مكلفة وفعالة لتقليل احتمالية انتقال العدوى إلى الكلاب ويمكن أن تكون مراقبة كلاب الصيد إضافة مفيدة لجهود المراقبة الحالية.